# Lithostege fissurata
Lithostege fissurata là một loài bướm đêm trong họ Geometridae.